# Allomma
Allomma is een geslacht van uitgestorven zee-egels uit de familie Emiratiidae.

## Soorten
- Allomma rhodani (Agassiz, 1840) † Lagere naar Midden Albien, Europa.
- Allomma desori (Woodward, 1856) † Boven-Albien-Cenomanien, West-Europa.
- Allomma wrighti Smith & Wright, 1993 † Cenomanien, Engeland.